# تماسيح ذئبية
التماسيح الذئبية (الاسم العلمي:†Lycosuchidae) هي فصيلة منقرضة من الزواحف تتبع أصنوفة وحشيات الوجه.

## الأجناس
- التمساح الذئبي
- السيمورينال